# 阿卜杜勒-马吉德·特本
阿卜杜勒-馬吉德·塔布納（羅馬化：ʿAbd al-Majīd Tabbūn；1945年11月17日—），阿尔及利亚政治人物，现任阿尔及利亚总统，曾于2017年5月至8月担任阿尔及利亚总理；亦曾在2001年至2002年、2012年至2017年間兩度擔任房屋部長。

## 政治生涯
1945年，塔布納生於麥克里亞，之後在1965年入讀國家行政學院。
1991年至1992年間，他擔任地方政府部長代表，之後曾在總統阿卜杜勒-阿齐兹·布特弗利卡的政府擔任傳播與文化部長（1999－2000）、地方政府部長代表（2000－2001）及房屋和城市規劃部長（2001－2002）。10年後的2012年，塔布納出任總理阿卜杜勒-馬利克·塞拉勒內閣的房屋部長。2017年5月的選舉後，總統布特弗利卡在5月24日提名塔布納接替阿卜杜勒-馬利克·塞拉勒成為总理，外界普遍認為此決定令人驚訝；而他則在5月25日正式就職。
2019年12月12日，在2019年阿爾及利亞總統選舉中，塔布納以58.13%得票率當選總統。2021年2月18日，塔布納宣布解散國民議會，並且赦免先前入獄的示威者。

## 榮譽

### 官方勛獎
- 阿尔及利亚
  -  國家功績勛章（英语：National Order of Merit (Algeria)）
- 義大利
  -  騎士大十字級意大利共和國功績勛章頸飾（2021年11月3日）
- 巴勒斯坦
  -  巴勒斯坦國勛章大頸飾（英语：Grand Collar of the State of Palestine）（2021年12月6日）
- 埃及
  -  大綬級復興傑出勛章（英语：Supreme Order of the Renaissance）（2022年12月4日）
- 葡萄牙
  -  恩里克王子勛章大頸飾（英语：Order of Prince Henry）（2023年5月23日）
- 俄羅斯
  -  友谊勋章（2023年6月15日）

## 外部連結
- 阿卜杜勒-马吉德·特本的X（前Twitter）
- 阿卜杜勒-马吉德·特本的Facebook專頁